# دی هاویلند پوس موث
دی هاویلند پوس موث (به انگلیسی: De_Havilland_Puss_Moth) یک هواگرد ملخ‌پیشین تک‌موتوره از نوع ترابری سبک ساخت شرکت د هویلند است. هواگرد دی هاویلند دی‌اچ. ۸۰ پوسموت نخستین پروازش را در ۹ سپتامبر ۱۹۲۹ میلادی انجام داد. این هواگرد در سال مارس ۱۹۳۰ میلادی رسماً معرفی گردید و در سال‌های ۱۹۲۹–۱۹۳۳ تولید شده‌است. در مجموع، تعداد ۲۸۴ فروند از این هواگرد ساخته شده‌است.